# Анкваб Анна Шугугівна
Анна Шугугівна (Шигугівна) Анкваб (1932, село Джирхва, тепер Гудаутського району, Абхазія, Грузія — ?) — радянська діячка, колгоспниця колгоспу імені Тельмана села Джирхва Гудаутського району Абхазької АРСР. Депутат Верховної ради СРСР 5-го скликання.

## Життєпис
У 1951 році закінчила неповну середню школу села Джирхва.
З 1951 року — колгоспниця колгоспу імені Тельмана села Джирхва Гудаутського району Абхазької АРСР. Збирала високі врожаї чайного листа.
Подальша доля невідома.